# Mastercraftsman
Mastercraftsman (2006-2021) est un cheval de course pur-sang anglais, spécialiste des courses de plat, élu 2 ans européen de l'année en 2008.

## Carrière de course

Casaque de Derrick Smith (Coolmore)

Entraîné par Aidan O'Brien pour le compte de Coolmore, Mastercraftsman commence sa carrière par une victoire dans un maiden au Curragh puis enchaîne par un premier succès au niveau groupe dans les Railway Stakes. D'une courte tête. Puis remporte le premier groupe 1 pour 2 ans en Europe, les Phoenix Stakes, de plus de quatre longueurs. La victoire suivante, dans les National Stakes, est plus étriquée, mais Mastercraftsman demeure invaincu en quatre sorties, avec deux groupe 1 dans la musette. Il s'élance donc dans la peau du poulain à battre dans le Prix Jean-Luc Lagardère à Longchamp, mais il échoue pour la première fois de sa carrière, terminant quatrième, nettement battu. Cela ne l'empêche pas, au vu de sa saison, d'être élu meilleur 2 ans européen de l'année.
De retour à 3 ans, Mastercraftsman prouve qu'il est davantage qu'un 2 ans précoce. Pourtant, sa rentrée est en demi-teinte : loin derrière l'Irlandais Sea The Stars, il se classe cinquième des 2000 Guineas, dont il était l'un des favoris (même si le premier jockey de Coolmore à l'époque, Johnny Murtagh, lui a préféré Rip Van Winkle, qui termine une encolure devant lui). Néanmoins, le poulain renoue avec le succès et gagne ses galons classiques dans les Irish 2000 Guineas, qu'il domine de la tête et des épaules, avec Murtagh de retour sur le dos. Et enchaîne avec les St. James's Palace Stakes, le quatrième groupe 1 de son prestigieux palmarès. Mastercraftsman ferait un beau leader de sa génération, si un certain Sea The Stars n'était pas né la même année que lui. Il l'affronte deux fois, alors qu'il s'essaie au-delà du mile. Les International Stakes comptent quatre candidats mais en réalité il s'agit d'un match à deux : face au crack entraîné par John Oxx, Aidan O'Brien a dépêché deux leaders pour épauler Mastercraftsman et piéger son adversaire, mais rien n'y fait, Sea The Stars l'emportant facilement. Dans les Irish Champion Stakes, Mastercraftsman reçoit le renfort de son compagnon d'écurie Fame and Glory, lauréat de l'Irish Derby et dauphin de Sea The Stars dans le Derby. Mais là encore, Coolmore doit rendre les armes : Sea The Stars survole la course. 
L'automne venu, Mastercraftsman laisse Sea The Stars tout à sa gloire et aux lauriers du Prix de l'Arc de Triomphe. Lui se prépare pour un autre objectif d'arrière-saison, une tentative étonnante dans la Breeders' Cup Dirt Mile, alors qu'il pourrait viser l'équivalent sur gazon. Mais son galop d'essai qui prend la forme d'une victoire tranquille dans les Diamond Stakes, disputé sur la piste en sable de Dundalk, témoigne d'une certaine aisance sur cette surface peu usitée en Europe. Néanmoins, il court en demi-teinte à Santa Anita, prenant une quatrième place pour ce qui sera sa dernière apparition en course.  

### Résumé de carrière
| Date         | Hippodrome   | Pays        | Course                    | Statut      | Distance    | Jockey           | Place       | Écart       | Vainqueur ou deuxième |
| 2008, 2 ans  | 2008, 2 ans  | 2008, 2 ans | 2008, 2 ans               | 2008, 2 ans | 2008, 2 ans | 2008, 2 ans      | 2008, 2 ans | 2008, 2 ans | 2008, 2 ans           |
| ------------ | ------------ | ----------- | ------------------------- | ----------- | ----------- | ---------------- | ----------- | ----------- | --------------------- |
| 5 mai        | Curragh      | Irlande     | Maiden                    |             | 1 200 m     | Johnny Murtagh   | 1er / 15    | 1/2         | Duc de Savoie         |
| 29 juin      | Curragh      | Irlande     | Railway Stakes            | Gr. 2       | 1 200 m     | Johnny Murtagh   | 1er / 6     | cte tête    | Alhaban               |
| 27 juillet   | Curragh      | Irlande     | Phoenix Stakes            | Gr. 1       | 1 200 m     | Johnny Murtagh   | 1er / 6     | 4 ½         | Art Connoisseur       |
| 14 septembre | Curragh      | Irlande     | National Stakes           | Gr. 1       | 1 400 m     | Johnny Murtagh   | 1er / 7     | cte tête    | Shaweel               |
| 5 octobre    | Longchamp    | France      | Prix Jean-Luc Lagardère   | Gr. 1       | 1 600 m     | Johnny Murtagh   | 4e / 7      | 2 ½         | Naaqoos               |
| 2009, 3 ans  |              |             |                           |             |             |                  |             |             |                       |
| 2 mai        | Newmarket    | Royaume-Uni | 2000 Guineas              | Gr. 1       | 1 600 m     | P.J. Smullen     | 5e / 15     | 4 ¼         | Sea The Stars         |
| 23 mai       | Curragh      | Irlande     | Irish 2000 Guineas        | Gr. 1       | 1 600 m     | Johnny Murtagh   | 1er / 9     | 4 ½         | Rayeni                |
| 16 juin      | Ascot        | Royaume-Uni | St. James's Palace Stakes | Gr. 1       | 1 600 m     | Johnny Murtagh   | 1er / 10    | encolure    | Delegator             |
| 18 août      | York         | Royaume-Uni | International Stakes      | Gr. 1       | 2 080 m     | Johnny Murtagh   | 2e / 4      | 1           | Sea The Stars         |
| 5 septembre  | Leopardstown | Irlande     | Irish Champion Stakes     | Gr. 1       | 2 000 m     | Seamie Heffernan | 3e / 9      | 5           | Sea The Stars         |
| 2 octobre    | Dundalk      | Irlande     | Diamond Stakes            | Gr. 3       | 2 100 m     | Johnny Murtagh   | 1er / 11    | 5           | Fiery Lad             |
| 7 novembre   | Santa Anita  | États-Unis  | Breeders' Cup Dirt Mile   | Gr. 1       | 1 600 m     | Johnny Murtagh   | 4e / 10     | 1 ¾         | Furthest Land         |

## Au haras
Au printemps 2010, Mastercraftsman devient étalon à Coolmore Stud, en Irlande, au tarif initial de 20 000 € la saillie. Celui-ci sera doublé au plus fort de sa carrière, en 2015, avant de redescendre jusqu'à 15 000 € en 2021, l'année où il trouve la mort, victime d'une crise cardiaque. Mastercraftsman a bien réussi dans sa seconde carrière, qui l'a vu faire la navette avec l'Argentine et la Nouvelle-Zélande. Il a donné une dizaine de lauréats de groupe 1, parmi lesquels, avec le père de mère entre parenthèses : 
- Alpha Centauri (Rahy) : Irish 1000 Guineas, Coronation Stakes, Falmouth Stakes, Prix Jacques Le Marois. Meilleure 3 ans européenne (2018).
- The Grey Gatsby (Entrepreneur) : Prix du Jockey Club, Irish Champion Stakes.
- Amazing Maria (Tale of The Cat) : Falmouth Stakes, Prix Rothschild
- Kingtson Hill (Rainbow Quest) : Racing Post Trophy, St. Leger. 2 ans européen de l'année en 2013.
- Technician (Sadler's Wells) : Prix Royal Oak.
- Discoveries (Rahy) : Moyglare Stud Stakes.
- Danzdanzdance (Danzero) : Captain Cook Stakes, Zabeel Classic
- A Raving Beauty (High Chaparral) : Just A Game Stakes

## Origines
Mastercraftsman est un fils du grand étalon Danehill Dancer, vainqueur comme lui des Phoenix Stakes et des National Stakes, mais qui n'a pu quant à lui confirmer à 3 ans. Il a bien aidé son père, dont le prix de saillie a atteint les 115 000 € en 2007, et qui a donné une vingtaine de lauréats de groupe 1, à remporter le titre de champion sire en 2009.
Starlight Dreams, la mère de Mastercraftsman, a été acquise - une fois n'est pas coutume - pour une somme modeste par Coolmore, $ 40 000 aux ventes de Keeneland. Un achat étonnant pour cette jument cette modeste gagnante aux États-Unis, fille d'un champion, Black Tie Affair, qui a échoué au haras, et nantie d'un pedigree relativement ordinaire. Mais achat plutôt judicieux puisque la poulinière a donné dix gagnants sur treize produits. Aucun au plus haut niveau, certes, mais parmi eux Genuine Devotion (Rock of Gibraltar) lauréate de groupe 3 outre-Atlantique, et Famous, propre sœur de Mastercraftsman qui allait donner Il Paradiso (Galileo), troisième de la Lonsdale Cup en Angleterre et de la fameuse Melbourne Cup en Australie. 

### Pedigree
| Origines de Mastercraftsman (IRE), mâle gris né en 2006 | Origines de Mastercraftsman (IRE), mâle gris né en 2006 | Origines de Mastercraftsman (IRE), mâle gris né en 2006 | Origines de Mastercraftsman (IRE), mâle gris né en 2006 |
| ------------------------------------------------------- | ------------------------------------------------------- | ------------------------------------------------------- | ------------------------------------------------------- |
| Père Danehill Dancer                                    | Danehill                                                | Danzig                                                  | Northern Dancer                                         |
| Père Danehill Dancer                                    | Danehill                                                | Danzig                                                  | Pas de Nom                                              |
| Père Danehill Dancer                                    | Danehill                                                | Razyana                                                 | His Majesty                                             |
| Père Danehill Dancer                                    | Danehill                                                | Razyana                                                 | Spring Adieu                                            |
| Père Danehill Dancer                                    | Mira Aronde                                             | Sharpen Up                                              | Atan                                                    |
| Père Danehill Dancer                                    | Mira Aronde                                             | Sharpen Up                                              | Rocchetta                                               |
| Père Danehill Dancer                                    | Mira Aronde                                             | Lettre d'Amour                                          | Caro                                                    |
| Père Danehill Dancer                                    | Mira Aronde                                             | Lettre d'Amour                                          | Lianga                                                  |
| Mère Starlight Dreams                                   | Black Tie Affair                                        | Miswaki                                                 | Mr. Prospector                                          |
| Mère Starlight Dreams                                   | Black Tie Affair                                        | Miswaki                                                 | Hopespringeternal                                       |
| Mère Starlight Dreams                                   | Black Tie Affair                                        | Hat Tab Girl                                            | Al Hattab                                               |
| Mère Starlight Dreams                                   | Black Tie Affair                                        | Hat Tab Girl                                            | Desperate Action                                        |
| Mère Starlight Dreams                                   | Reves Celestes                                          | Lyphard                                                 | Northern Dancer                                         |
| Mère Starlight Dreams                                   | Reves Celestes                                          | Lyphard                                                 | Goofed                                                  |
| Mère Starlight Dreams                                   | Reves Celestes                                          | Tobira Celeste                                          | Ribot                                                   |
| Mère Starlight Dreams                                   | Reves Celestes                                          | Tobira Celeste                                          | Heavenly Body (famille 21-a)                            |